# Fukta din aska
Fukta din aska - C. M. Bellmans liv från början till slut är en roman av Ernst Brunner från 2002. Romanen skildrar Carl Michael Bellmans liv med en suggestiv inlevelse och ett språk som är både tidsanpassat och kraftfullt.[källa behövs]
Brunner själv skriver: "Romanen bygger i allt väsentligt på tillgänglig Bellmaniana, historiska skrifter och annat källmaterial, men den är gestaltande och gör inte anspråk på sanningsenlighet utifrån vetenskapliga grunder".